# گارلیاوا
گارلیاوا (به لاتین: Garliava) در لیتوانی با جمعیت ۱۳٬۴۲۳ نفر است که در Kaunas district municipality واقع شده‌است.